# Wilhelm Kuntzemüller

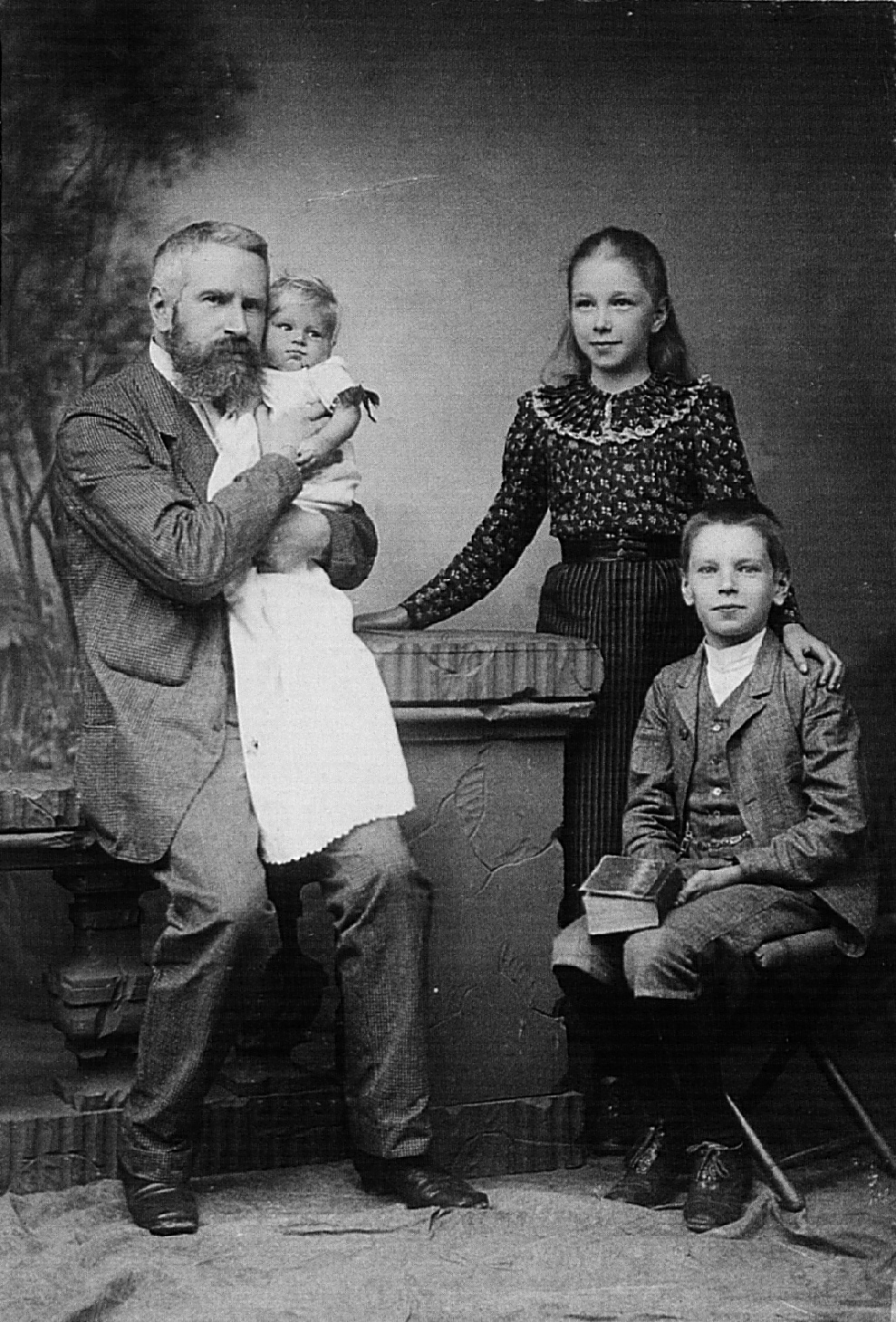
Kuntzemüller mit seinen Kindern im Atelier (um 1890)

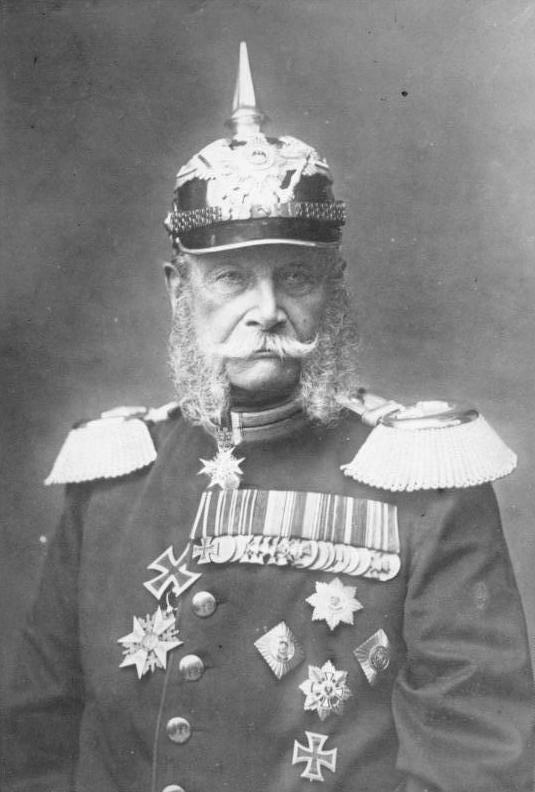
Kaiser Wilhelm I. (1884)

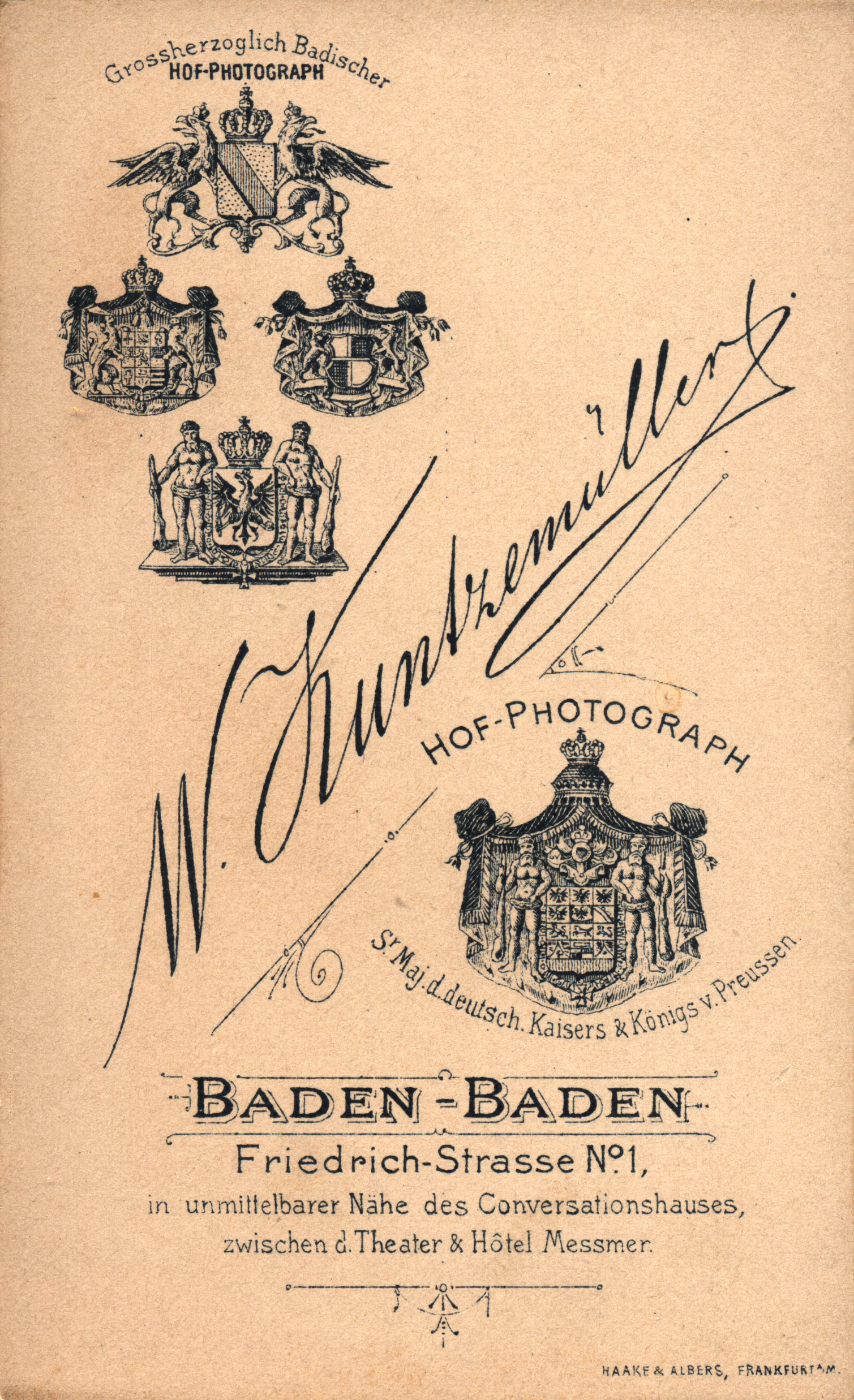
Kuntzemüller Wilhelm Rückseite Photo-Karte

Wilhelm Kuntzemüller (* 25. Mai 1845 in Zielenzig; † 10. April 1918 in Baden-Baden) war ein deutscher Fotograf.

## Leben
Kuntzemüllers Vater war ein Justizrat aus der Provinz Brandenburg. Er besuchte das Joachimsthalsche Gymnasium in Berlin.
1876 zog er von Berlin nach Baden-Baden und übernahm das Atelier des Malers und Fotografen August Rißler, das sich zu diesem Zeitpunkt in der Eisenbahnstraße befand. 1879 folgte der Umzug in das neu erbaute Atelier Friedrichsstraße 1, das sich gegenüber dem Hotel Meßmer befand, in dem das Kaiserpaar auf Besuchen zu residieren pflegte.
Kuntzemüller war Hoffotograf von Prinz Georg von Preußen und von Landgraf Friedrich Wilhelm von Hessen-Rumpenheim. 1881 kam die Ernennung zum Großherzoglich Badischen Hoffotografen, 1882 folgte die zum Hoffotografen seiner Majestät des Deutschen Kaisers und Königs von Preußen. 1887 schuf er im Auftrag der kaiserlichen Privatkanzlei ein Erinnerungsbild für die Offiziere des Königlichen Grenadier-Regiments. Hierzu retuschierte er an einer Fotografie des Kaisers in der Uniform des 1. Garde-Regiments an Helm, Epauletten und Kragen, um daraus die Uniform der Königlichen Grenadiere zu machen. Kuntzemüller war mit dem Bildhauer Joseph von Kopf befreundet. Als Vertreter der Fortschrittlichen Volkspartei wurde Kuntzemüller in den 1880er-Jahren in den Bürgerausschuss von Baden-Baden gewählt.
Trotz seiner prominenten Kundschaft gehörte er wie drei Viertel der Bewohner Baden-Badens zu den Mindestbesteuerten. Er beschäftigte lediglich eine Atelierhilfe und ermöglichte ihrem Sohn eine Berufsausbildung. Mit seiner Ehefrau Helene (* 29. August 1852 als Helene Hertz; † 16. November 1919), die er am 15. August 1878 heiratete, hatte er drei Kinder: Die Tochter Charlotte (* 22. September 1881; † 3. September 1961) unterstützte Kuntzemüller zeitweise im Atelier und übernahm es nach seinem Tod im Jahr 1918. 1924 verkaufte sie es an den Fotografen Hugo Kühn. Sein ältester Sohn Albert Kuntzemüller (1880–1956) wurde Gymnasiallehrer, Oberrealschuldirektor und ein bekannter Eisenbahnhistoriker. Der Sohn August Kuntzemüller (* 1. April 1892; † 17. Oktober 1982) wurde Dipl.-Ing. für Maschinenbau und arbeitete später beim Betriebsamt Baden-Baden (Straßen- und Bergbahn) sowie bei Siemens-Schuckert.

## Rezeption
„Aber, um die Wahrheit zu sagen, die Aufnahmen Kuntzemüllers, den ich als Kind noch kannte als einen freundlichen weißbärtigen Herrn, gehören zu den besten seiner Zeit und reden an der Stell, wo die Historiker verstummen.“